# Play the Game (canción)
"Play the Game" es una canción por la banda británica Queen, escrita por Freddie Mercury. Es la canción de apertura del álbum de 1980, The Game. El sencillo fue un éxito en el Reino Unido, alcanzando #14 en las listas.

## Composición
La canción comienza con una serie de ruidos hechos en un sintetizador Oberheim OB-X, anunciando la aceptación por parte de la banda al uso de instrumentos electrónicos en su repertorio sonoro.
La canción presenta una voz suave por Mercury, terminando con una nota A4, que sube de tono hasta la C5 en voz de pecho (al contrario de los otros C5, que lo son en falsetto). Mercury también toca el piano.
La revista Billboard consideró que "Play the Game" era un regreso tradicional al "sonido épico y bastante grandioso" de Queen después de desviarse de ese sonido con el rockabilly de su sencillo anterior, "Crazy Little Thing Called Love".
Los sencillos posteriores, "It's a Hard Life" y "You Don't Fool Me" retoman el tema presentado en "Play The Game", con Mercury escribiendo desde la misma perspectiva de amante, reflexionando sobre la relación fallida de este último. Ambas canciones, "Play the Game" y "It's a Hard Life" tienen una estructura similar, y giran en torno al piano de Mercury y las armonías de múltiples capas de la banda.

## Video musical
La portada del sencillo, como también el video promocional, los cuáles fueron dirigidos por Brian Grant, marcaron la primera vez que aparecería Mercury con bigote. Brian May no usó su característica guitarra Red Special, sino una reproducción de una Fender Stratocaster hecha por Satellite. Lo más probable es que esto fuera por el riesgo de daños en la escena donde Freddie le arrebata la guitarra a Brian, y entonces parece que se la lanza de vuelta, cuando en realidad fue reproducido en reversa, para que a Brian le fuese más fácil tocar el solo tras "atrapar" la guitarra. Una imagen de la banda en la pantalla azul sin editar fue usada más tarde para la carátula del sencillo de "Another One Bites The Dust".

## Versiones en vivo
- Una versión grabada durante la gira de The Game el 24 de noviembre de 1981, fue publicada en el álbum de 2007, Queen Rock Montreal.[6]
- Una presentación grabada en el Milton Keynes Bowl como parte de la gira de Hot Space de 1982, fue publicado en Queen on Fire – Live at the Bowl del 2004.[7]

## Otros lanzamientos
- La canción fue publicado como sencillo junto con "A Human Body" como lado B el 30 de mayo de 1980.[8]
- La canción ha aparecido en numerosos álbumes compilatorios de Queen:
  - Greatest Hits (1981)
  - The Queen Collection (1992)
  - Greatest Hits I & II (1994)
  - The Platinum Collection (2000)
  - The Singles Collection Volume 2 (2009)
  - Queen Forever (2014)
- Aparece en la serie de videojuegos de música, Rock Band como contenido descargable junto con otras 9 canciones.

## Créditos
Créditos adaptados desde las notas del álbum.
- Freddie Mercury – voz principal y coros, piano, sintetizador
- Brian May – guitarra eléctrica, coros
- Roger Taylor – batería, coros
- John Deacon – bajo eléctrico

## Posicionamiento
| Gráficas (1980)                    | Pico de posición |
| ---------------------------------- | ---------------- |
| Canadá (Canadian Singles Chart)    | 22               |
| Irlanda (Irish Singles Chart)      | 9                |
| Reino Unido (UK Singles Chart)     | 14               |
| Estados Unidos (Billboard Hot 100) | 42               |

## Versión de Beach House
El dúo de indie rock de Baltimore, Maryland, Beach House, grabó una versión de "Play the Game" que fue aportada para el lanzamiento de la compilación de 2009 de la Red Hot Organization, Dark Was the Night, de iTunes Store. La pista fue lanzada como una única pista adicional de iTunes. El 30 de junio de 2017, la banda lanzó su álbum recopilatorio B-Sides and Rarities, que incluye la versión.